# Delight (EP)
Delight es el segundo miniálbum del cantante surcoreano Baekhyun, integrante de EXO. El disco fue lanzado el 25 de mayo de 2020 por SM Entertainment. Está disponible en cuatro versiones: Cinnamon, Honey, Mint y Chemistry.
El álbum vendió más de un millón de copias, convirtiéndolo en el primer álbum de un solista surcoreano en hacerlo en dos décadas, y uno de los álbumes más vendidos en Corea del Sur.

## Antecedentes y lanzamiento
El 12 de marzo de 2020, el cantante publicó una foto de un estudio de grabación en su cuenta de Twitter. Cuando varios internautas en la plataforma le preguntaron qué estaba grabando, dijo que estaba preparando su próximo álbum en solitario. El 22 de abril, Osen reveló que el integrante de EXO estaba participando activamente en el proceso de creación de su nuevo disco. Luego del anuncio, SM Entertainment confirmó la noticia y también reveló que el lanzamiento está programado para finales de mayo. El 6 de mayo, se confirmó que Baekhyun realizaría su regreso el 25 el mismo mes con un miniálbum titulado Delight. También dio inicio al lanzamiento de los teasers con la primera imagen.  Del 12 al 24 de mayo, fotos y vídeos teaser fueron publicados regularmente. El 22 de mayo, se publicó la previsualización de las canciones en YouTube y al día siguiente, se lanzó el primer vídeo teaser del videoclip, así como un segundo el 25 de mayo, unas horas antes del lanzamiento del vídeo musical y el EP. El 29 de mayo, el vídeo en vivo de «Love Again» se lanzó en YouTube a través del canal de SM Station.

## Promoción
El día en que se lanzó el disco, el cantante realizó un show en vivo llamado «Baekhyun's Candy Shop», que se transmitió en vivo en V Live. Baekhyun comenzó a promocionar Delight en Music Bank el 5 de junio, donde interpretó «Candy» en vivo por primera vez. El 3 de junio, el cantante ganó su primer trofeo en Show Campion, a pesar de no asistir ni actuar en el programa.

## Éxito comercial
El 25 de mayo, se informó que los pedidos anticipados de Delight habían superado las 732 297 copias, lo que lo convirtió en el álbum más prevendido por un solista en la historia de Corea del Sur. Un día después de lanzamiento, el EP logró un all-kill en Melon, convirtiendo a Baekhyun en el primer artista en solitario y el segundo artista en general en alcanzar tal estatus en 2020. Delight alcanzó un volumen de ventas de tres millones de yuanes en QQ Music el 28 de mayo, convirtiéndose en el primer álbum coreano en ser certificado como triple platino del año. Según Hanteo, el disco registró 704 527 copias vendidas en su primera semana, superando así la lista de álbumes semanales y mensuales de Hanteo. El EP fue el segundo álbum de Baekhyun en ubicarse en el primer puesto de Gaon Album Chart, y también fue su segundo disco en ingresar a las primeras cinco posiciones de World Albums Chart de Billboard. En Japón, el álbum se ubicó en la sexta posición de Oricon Albums Chart. Además, el EP encabezó la lista de álbumes de iTunes en 69 países.

## Lista de canciones
| Delight |               |                                                           |                                                                                                |          |  |
| N.º     | Título        | Letras                                                    | Música                                                                                         | Duración |  |
| 1.      | «Candy»       | Kenzie                                                    | Mike Daley, Mitchell Owens, Deez, Adrian McKinnon                                              | 3:48     |  |
| 2.      | «R U Ridin'?» | Kenzie                                                    | Kenzie, Mike Daley, Mitchell Owens, Wilbart "Vedo" McCoy III                                   | 2:55     |  |
| 3.      | «Ghost»       | JQ, Mola (makeumine works), Kang Eun-yu (makeumine works) | Klara Osk, Eliasdottir, Alma Gudmundsdottir, Tony Ferrari, Larus Arnarson, Omega, Bram Inscore | 3:25     |  |
| 4.      | «Bungee»      | jane                                                      | Isle, Royal Dive, Brian Cho, jane                                                              | 3:27     |  |
| 5.      | «Poppin»      | Kenzie                                                    | Jonathan Yip, Ray Romulus, Jeremy Reeves, Ray Charles McCullough II, August Rigo               | 3:29     |  |
| 6.      | «Underwater»  |                                                           | Kim Yeon-seo, minGtion                                                                         | 3:20     |  |
| 7.      | «Love Again»  | Colde                                                     | Colde, Stally                                                                                  | 3:26     |  |
| 23:45   |               |                                                           |                                                                                                |          |  |

## Posiciones en listas
| Lista (2020)                                     | Mejor posición |
| ------------------------------------------------ | -------------- |
| Corea del Sur (Gaon)                             | 1              |
| Estados Unidos (Billboard US World Albums)       | 5              |
| Estados Unidos (Billboard US Heatseekers Albums) | 13             |
| Reino Unido (UK Digital Albums)                  | 11             |
| Japón (Japan Hot Albums)                         | 6              |

## Historial de lanzamiento
| País          | Fecha              | Formato(s)           | Distribuidora             |
| ------------- | ------------------ | -------------------- | ------------------------- |
| Corea del Sur | 25 de mayo de 2020 | CD, descarga digital | SM Entertainment, Dreamus |
| Varios        | 25 de mayo de 2020 | Descarga digital     | SM Entertainment          |